# Хау (остров)
Ха́у (фр. Howe) — третий по величине остров архипелага Кергелен.

## История
Остров был открыт в 1776 году британским мореплавателем Джеймсом Куком, который назвал его в честь адмирала Ричарда Хау. 22 декабря 1912 года остров был обследован бароном Пьером Деку, собиравшемся развивать на архипелаге сельское хозяйство, и описан им как один из лучших островов архипелага, способный вместить 10 000 овец.

## География
Остров расположен к северо-востоку от острова Иль-Фош. Длина острова — около 8 км.

## Флора и фауна
На острове базируется крупная колония южных морских слонов, которые в XIX веке были объектом интенсивного истребления со стороны браконьеров.
Международная организация BirdLife International признала остров Хау (наряду с рядом близлежащих более мелких островов) ключевой орнитологической территорией, важной для морских птиц.